# アポロンと大蛇ピュトン
『アポロンと大蛇ピュトン』（アポロンとたいじゃピュトン、西: Apolo y la serpiente Pitón、英: Apollo and the Serpent Python）は、フランドルのバロック期の巨匠ピーテル・パウル・ルーベンスが1636–1637年に板上に油彩で制作した習作絵画である。1889年にパストラーナ (Pastrana) 侯爵未亡人により寄贈されて以来、マドリードのプラド美術館に所蔵されている。この絵画は狩猟館「トーレ・デ・ラ・パラーダ 」 のために委嘱された絵画のための下絵で、コルネリス・デ・フォスが制作した完成作もプラド美術館に所蔵されている。

## 作品
1636年、フェリペ4世は、ルーベンスに狩猟休憩塔を飾るための神話画連作を委嘱した。全60点以上の神話を主題とした油彩画からなるこの計画のうち、いくつかはルーベンス自身が手掛け、残りはアントウェルペンで彼の指示のもとに仕事をしていた他の画家たちに振り分けられた。とはいえ、ルーベンスは、彼の助手たちが最終的な完成作を制作できるようにすべての作品のための小さな下絵をごく軽いタッチで描き、構図、人物の動き、色彩、明暗の部分を決定した。
本作の主題はオウィディウスの『変身物語』 (第1巻435-450行) から採られており、アポロン神が大蛇ピュトンを殺す場面が描かれている。ピュトンはデルフォイの神託所の見張り番で、伝統的に竜の姿で表される。背に矢筒を背負い、肩にマントを羽織っただけのアポロンはベルヴェデーレのアポロン (ヴァチカン美術館) に触発されている。とはいえ、アポロンはキューピッドのほうを見るために身体を捻っており、より大きな動きを見せている。アポロンの姿は、ルーベンスの連作「マリー・ド・メディシスの生涯」 (ルーヴル美術館、パリ) 中の『神々の評議会』に描かれているアポロン像とも関連性を持っている。
画面には、ピュトンを殺したアポロンの次なる逸話も暗示されている。アポロンはキューピッドの持つ小さな矢を見てからかったが、これに腹を立てたキューピッドは仕返しにアポロンの胸を黄金の矢で射抜いた。一方、キューピッドはダフネの胸を鉛の矢で射抜いたため、彼女はアポロンの恋心に応えてくれず、彼から逃げた末に樹木に姿を変えてしまう。上部中央にいるキューピッドはアポロンに矢を放とうとしているところである。

## 関連作

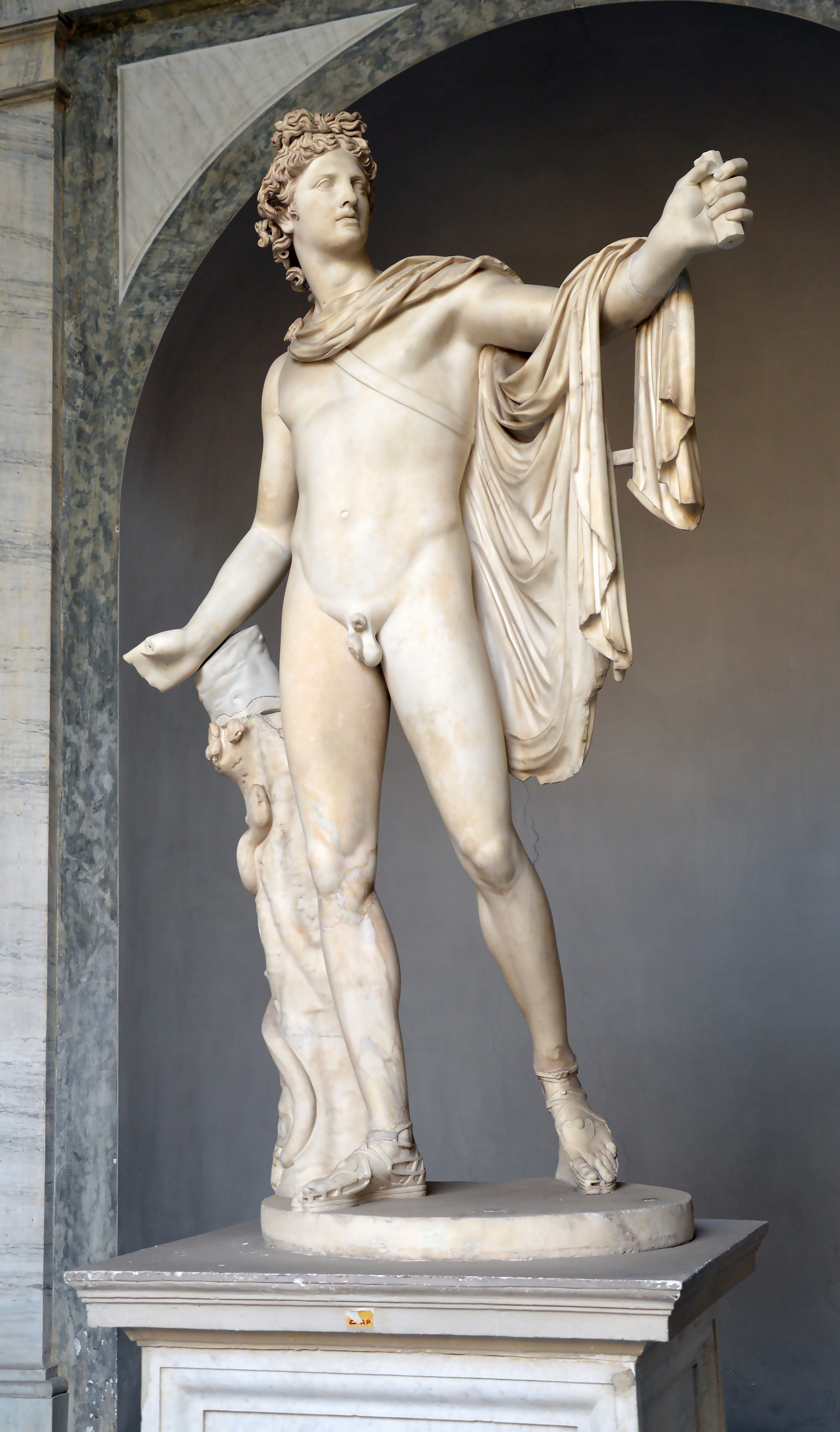
『ベルヴェデーレのアポロン』 (2世紀)、ヴァチカン美術館、ローマ
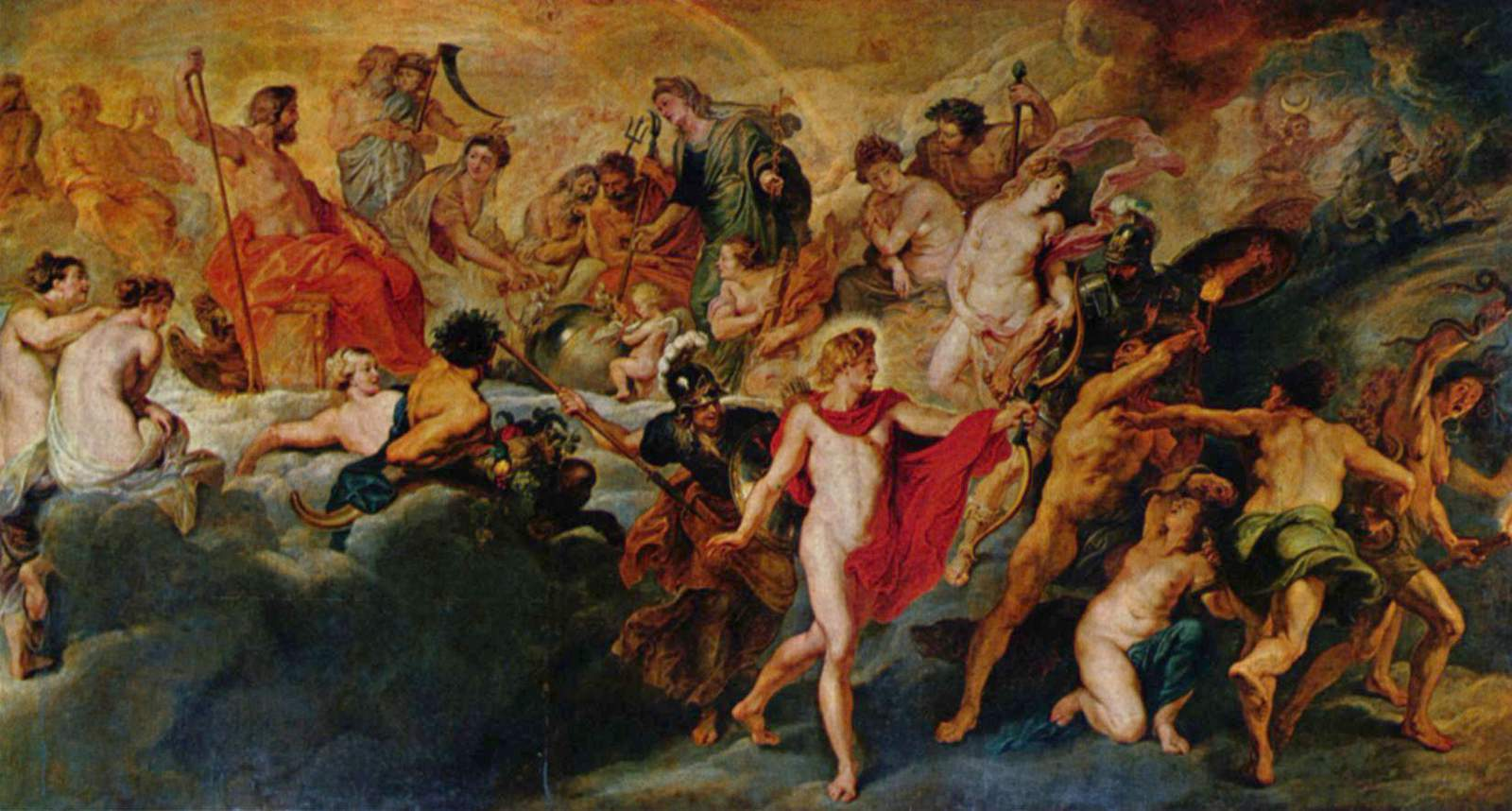
ルーベンス『神々たちの評議会』 (1622-1625年頃)、ルーヴル美術館、パリ
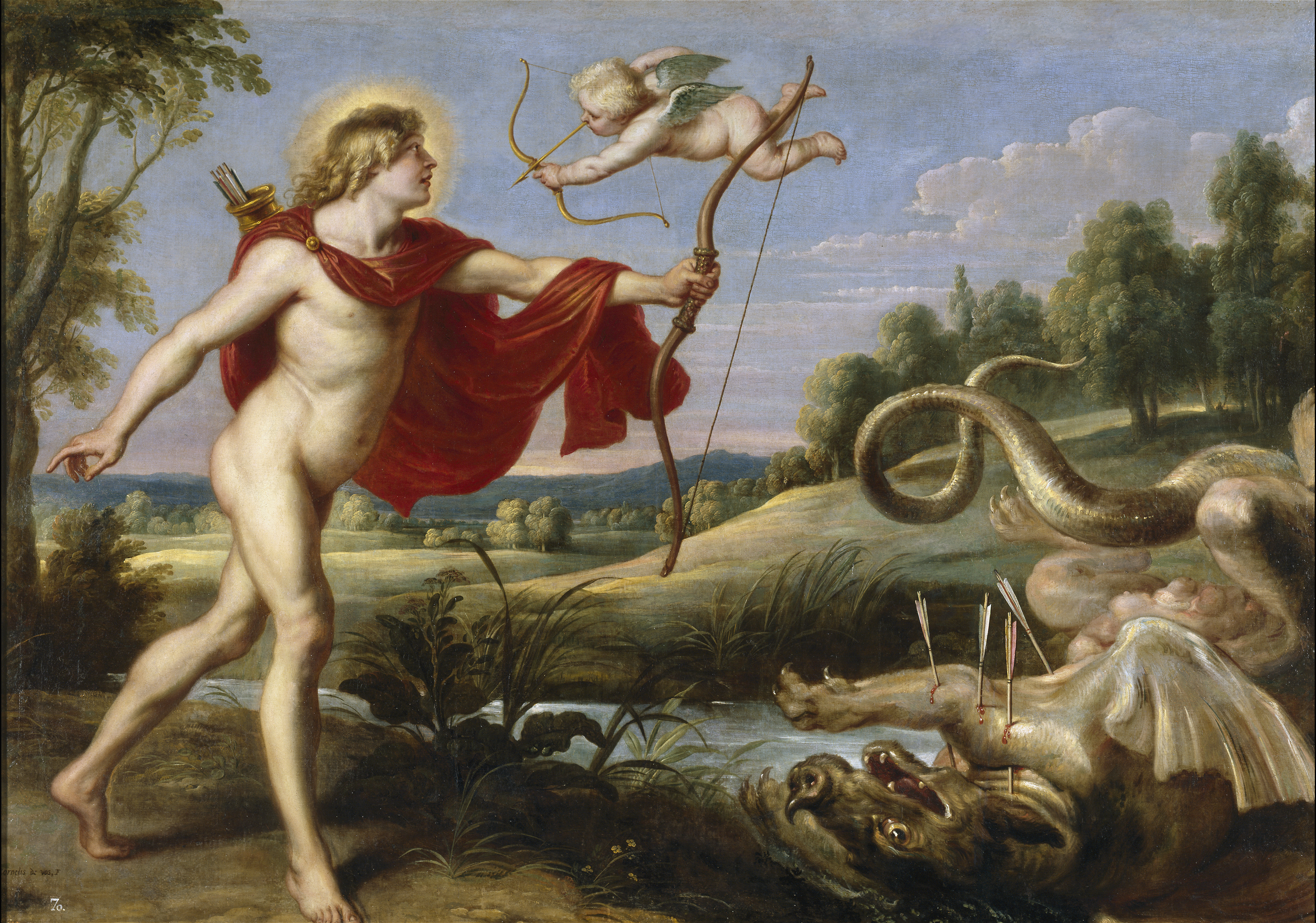
コルネリス・デ・フォス『アポロンと大蛇ピュトン』 (1636-1639年)、プラド美術館、マドリード